# Trentepohlia (Trentepohlia) fijiensis
Trentepohlia (Trentepohlia) fijiensis is een tweevleugelige uit de familie steltmuggen (Limoniidae). De soort komt voor in het Australaziatisch gebied.